# Абашидзе, Давид Иванович
Дави́д (Додо) Ива́нович Абаши́дзе (груз. დავით (დოდო) ივანეს ძე აბაშიძე; 1 мая 1924, Тифлис, ЗСФСР — 26 января 1990, Тбилиси, Грузинская ССР) — грузинский советский актёр театра и кино, кинорежиссёр. Народный артист Грузинской ССР (1967).

## Биография
Давид Абашидзе родился 1 мая 1924 года в Тифлисе (ныне Тбилиси) в семье актёра Ивана Абашидзе и Нино Андроникашвили. Вырос в районе Вера и с детства интересовался театром, куда его часто брали с собой родители. В 1936 году Иван Абашидзе был арестован вместе с режиссером Александром Ахметели и в 1937 году расстрелян.
В 1945 году Давид поступил, а в 1949 году окончил Тбилисский театральный институт и начал творческую карьеру в Театре имени Шота Руставели, — но из-за того, что много снимался в кино, был вынужден оставить сцену в 1956 году. С 1953 года — актёр киностудии «Грузия-фильм»; активно снимался в фильмах самых разных жанров, проявив талант характерного актёра. Дебютировал в роли шофера Бичико, снявшись в фильме Сико Долидзе «Стрекоза». Член КПСС с 1960 года.
В 1980-х годах Абашидзе активно работал с Сергеем Параджановым, сняв вместе с ним такие фильмы, как «Легенда о Сурамской крепости» и «Ашик-Кериб».
После 1985 года Абашидзе практически перестал сниматься из-за проблем со здоровьем. Умер 26 января 1990 года в Тбилиси. Похоронен в Дидубийском пантеоне.

## Признание и награды
- Орден «Знак Почёта» (2 апреля 1966)
- Народный артист Грузинской ССР (1967)
- Премия за лучшее исполнение мужской роли на кинофестивале республик Закавказья и Украины (за фильм «Большая зелёная долина»);
- Премия за лучшее исполнение мужской роли IV ВКФ в Минске (1970 — за участие в фильме «Свет наших окон»)
- Премия за лучшее исполнение мужской роли IV Международного кинофестиваля в Тегеране (1975) — за участие в фильме «Первая ласточка»
- Орден Трудового Красного Знамени (1976)
- Премия за лучшее исполнение мужской роли IX ВКФ во Фрунзе (1976) — за участие в фильме «Первая ласточка».
- Премия «Ника» за лучшую режиссёрскую работу (1990) — за фильм «Ашик-Кериб»
- Государственная премия им. Руставели (1992, посмертно) — за исполнение главной роли в фильме «Корни»

## Фильмография
| Год  |     | Название                       | Роль                                  |
| ---- | --- | ------------------------------ | ------------------------------------- |
| 1954 | ф   | «Стрекоза»                     | Бичико, шофер                         |
| 1955 | ф   | «Лурджа Магданы»               | Габо                                  |
| 1957 | ф   | «Баши-Ачук»                    | Абдушахил                             |
| 1957 | ф   | «Песнь Этери»                  | Вепхвия                               |
| 1957 | ф   | «Я скажу правду»               | Ушанги Хвичия, офицер                 |
| 1958 | ф   | «Две семьи»                    | Гоги                                  |
| 1961 | ф   | «Командировка»                 | директор завода Гогичайшвили          |
| 1961 | ф   | «Костры горят»                 | Бичи Морчадзе                         |
| 1961 | ф   | «Жених без диплома»            | Додо                                  |
| 1961 | кор | «Мяч и поле»                   | Гедеони                               |
| 1962 | ф   | «Морская тропа»                | Гоча                                  |
| 1963 | ф   | «Маленькие рыцари»             | Аслан                                 |
| 1964 | ф   | «Белый караван»                | водитель Ягвира                       |
| 1965 | ф   | «Дети моря»                    | Гоча                                  |
| 1965 | ф   | «Простите, вас ожидает смерть» | Апрасион                              |
| 1965 | ф   | «Пьер — сотрудник милиции»     | Тенгиз                                |
| 1966 | ф   | «Листопад»                     | Резо                                  |
| 1966 | ф   | «Игра без ничьей»              | помощник капитана                     |
| 1966 | ф   | «Хевсурская баллада»           | Алуда                                 |
| 1966 | ф   | «Он убивать не хотел»          | Отар Маргания                         |
| 1968 | ф   | «Необыкновенная выставка»      | Шавлег                                |
| 1968 | ф   | «Скоро придёт весна»           | Шота                                  |
| 1968 | ф   | «Большая зелёная долина»       | Сосана                                |
| 1968 | ф   | «Тариэл Голуа»                 | Бачура                                |
| 1969 | ф   | «Десница великого мастера»     | Мамамзе Эристави                      |
| 1969 | ф   | «Свет в наших окнах»           | дядя Александр, бригадир              |
| 1969 | ф   | «Пиросмани»                    | кинто, друг Пиросмани                 |
| 1969 | ф   | «Не горюй!»                    | князь Вамех Вахвари                   |
| 1971 | ф   | «Давным-давно»                 | кузнец Гуджа                          |
| 1972 | ф   | «Белые камни»                  | кинорежиссёр Вахтанг                  |
| 1972 | ф   | «Когда зацвёл миндаль»         | Нико, отец Зуры                       |
| 1972 | ф   | «Весёлый роман»                | председатель колхоза                  |
| 1973 | ф   | «Мелодии Верийского квартала»  | полицмейстер Амагладзе                |
| 1974 | ф   | «Сибирский дед»                | Нестор Каландаришвили                 |
| 1974 | ф   | «Наши соседи»                  | Отар                                  |
| 1975 | ф   | «Не верь, что меня больше нет» | Михо и пекарь Сандро                  |
| 1975 | ф   | «Первая ласточка»              | Ясон                                  |
| 1975 | ф   | «Ау-у!»                        | танцор Варлаам Кипанидзе              |
| 1976 | ф   | «Вершина»                      | Габриели                              |
| 1976 | ф   | «Городок Анара»                | претендент на получение рога для вина |
| 1976 | ф   | «Дело передается в суд»        | Ираклий Размадзе, прокурор            |
| 1976 | ф   | «Как утренний туман»           | отец Жужуны                           |
| 1977 | ф   | «Настоящий тбилисец и другие»  | Шалва Хутоевич автолюбитель           |
| 1977 | мтф | «Берега»                       | Архип Сетури                          |
| 1977 | ф   | «Древо желания»                | эпизод                                |
| 1977 | ф   | «Рача, любовь моя»             | Варлам                                |
| 1977 | ф   | «Цена жизни»                   | Шалико                                |
| 1978 | ф   | «Кваркваре»                    | Кваркваре Тутабери                    |
| 1978 | ф   | «Цена жизни»                   | Шалико                                |
| 1979 | ф   | «Брак по-имеретински»          | Симон Торадзе, председатель колхоза   |
| 1981 | ф   | «Похищение века»               | Рези                                  |
| 1982 | ф   | «Не все кометы гаснут»         | Герасим                               |
| 1983 | мтф | «Клятвенная запись»            | Паата Батонишвили                     |
| 1983 | ф   | «В холодильнике кто-то сидел»  | отец Лии                              |
| 1984 | ф   | «Легенда о Сурамской крепости» | Режиссёр Осман-ага, волынщик          |
| 1985 | ф   | «Самые быстрые в мире»         | эпизод                                |
| 1987 | ф   | «Корни»                        | Георгий в зрелости                    |
| 1988 | ф   | «Ашик-Кериб»                   | Режиссёр эпизод                       |

## Факты
- В художественном фильме «Параджанов» роль Давида Абашидзе исполнил актёр Заза Кашибадзе.

## Память
Именем Додо Абашидзе названа улица в Тбилиси.